# Горбоконь Роман Юрійович
Роман Юрійович Горбоконь (народився 18 серпня 1984 у м. Новополоцьку, СРСР) — білоруський хокеїст, нападник. 
Хокеєм почав займатися у 1991 році. Вихованець хокейної школи ХК «Хімік» (Новополоцьк). Виступав за ХК «Вітебськ», «Полімір» (Новополоцьк), ХК «Брест», «Металург» (Жлобин), «Хімволокно» (Могильов).
У складі національної збірної Білорусі провів 18 матчів (3 голи, 3 передачі). У складі юніорської збірної Білорусі учасник чемпіонатів світу 2001 (дивізіон I) і 2002.